# Phyllophaga miraflora
Phyllophaga miraflora är en skalbaggsart som beskrevs av Saylor 1940. Phyllophaga miraflora ingår i släktet Phyllophaga och familjen Melolonthidae. Inga underarter finns listade i Catalogue of Life.